# Suchoi T-4
Die Suchoi T-4 Sotka (russisch Сухой Т-4 Сотка, deutsch Hunderter) war ein sowjetisches Projekt eines überschallschnellen Langstreckenbombers aus der Zeit des Kalten Krieges. Die offizielle Typenbezeichnung ist T-4, gelegentlich wird sie auch fälschlicherweise als Su-100 bezeichnet.

## Geschichte

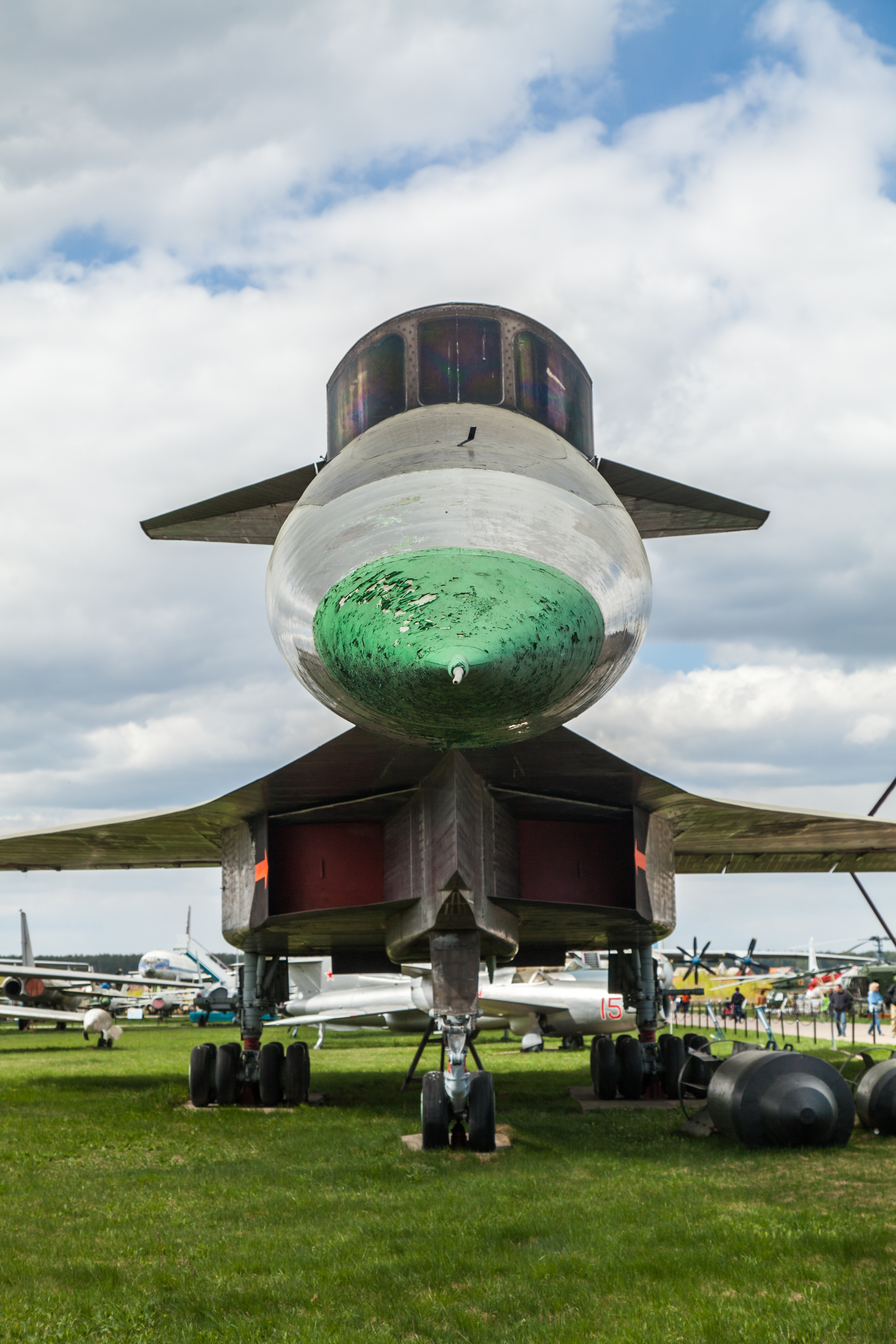
Frontansicht der T-4

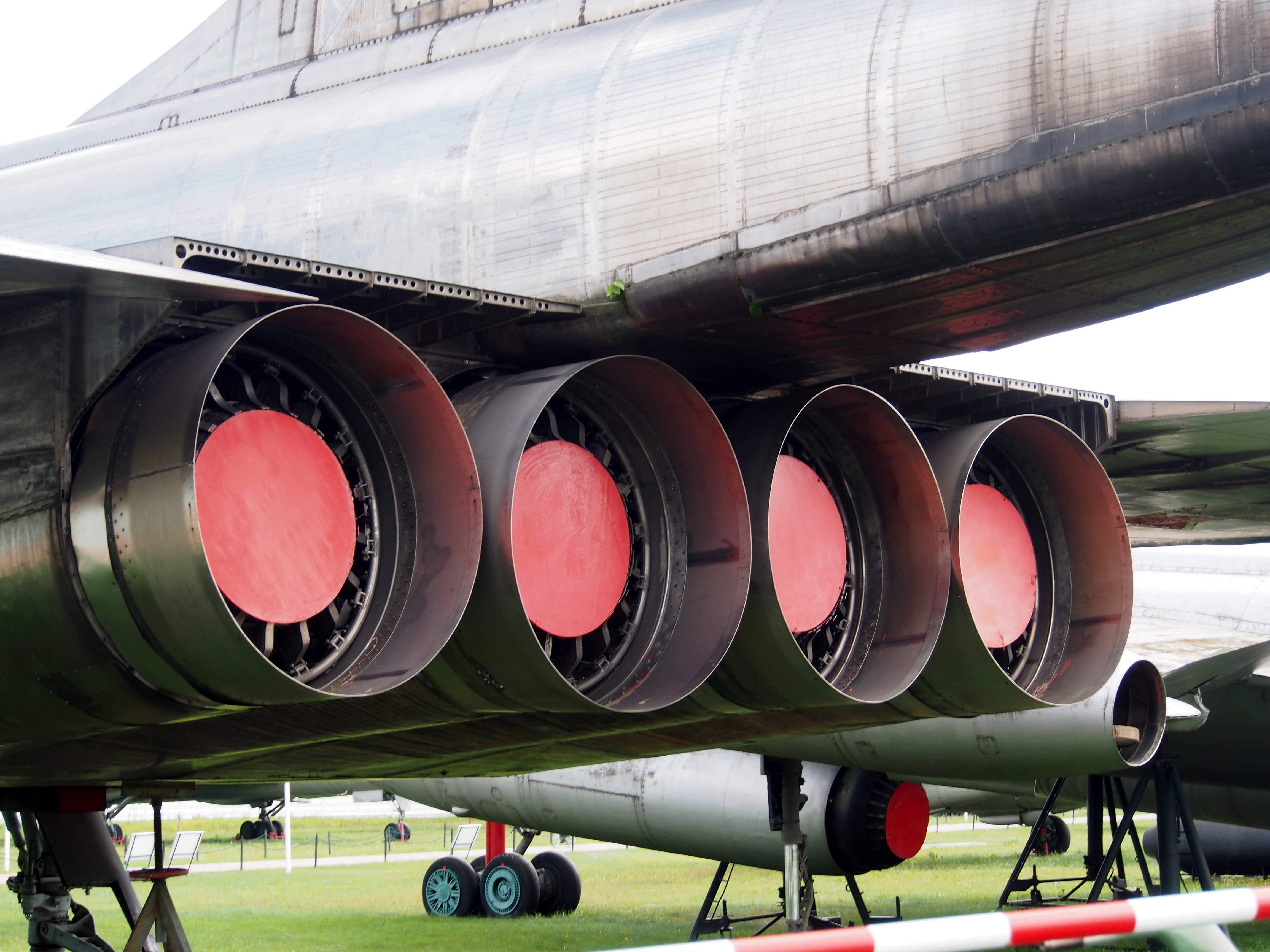
Auslässe der vier Kolessow-Triebwerke

Ihre Entstehungsgeschichte geht auf die Ausschreibung der Regierung für ein Flugzeug zur Bekämpfung der gegnerischen Flugzeugträger vom Herbst 1961 zurück, die sich an die Konstruktionsbüros Tupolew, Jakowlew und Suchoi richtete, obwohl die letztgenannten keine Erfahrung im Bau von strahlgetriebenen großen Bombenflugzeugen besaßen. Jakowlews Entwurf wurde abgelehnt und aus Tupolews Entwurf 136 entstand die Tu-22M. Suchois Entwurf wurde von dessen Chefkonstrukteur Tschernjakow erarbeitet. Das Flugzeug sollte eine Höchstgeschwindigkeit von Mach 3 erreichen, einen Aktionsradius von 3000 km haben und Schiffe mit zwei Raketen mit einer Reichweite von 600 km und einer Nutzlast von 500 kg (nuklear oder konventionell) punktgenau bekämpfen. Die Entscheidung für diesen Entwurf fiel im Dezember 1963. In den folgenden zwei Jahren wurden 33 konstruktive Varianten ausgearbeitet, bis im Dezember 1965 die Beauftragung zum Bau von drei Prototypen erfolgte. 1967 wurde die Beauftragung auf sieben Prototypen erweitert. Geplant war der Bau von 250 Maschinen bis 1975.
Während der Bauphase traten einige Probleme auf. Aufgrund der zu erwartenden hohen Temperaturen im Mach-3-Geschwindigkeitsbereich mussten ein Spezialkraftstoff und eine geeignete Hydraulikflüssigkeit entwickelt werden. Zwanzig Windkanalmodelle wurden für Aerodynamiktests im ZAGI gebaut, um die optimale Formgebung zu ermitteln. An einer speziell umgebauten Su-9 wurden die verschiedenen Varianten praktisch erprobt. Der im Tuschinoer Burewestnik-Werk gebaute erste Prototyp stand schließlich am 30. Dezember 1971 zum Ausrollen bereit.
Er verband die damals modernsten Möglichkeiten der Werkstofftechnik und Fertigung mit einer außergewöhnlichen Formgebung mit Delta- und Canardflächen. Die intensive Verwendung von Titan als Werkstoff neben hochstabilem rostfreien Spezialstahl waren technologisches Neuland.
Aufgrund der raketenartigen Rumpfform wurde die Flugzeugnase für die Start- und Landephase (wie bei der Tu-144) absenkbar gestaltet, um der Besatzung den Blick auf die Start- und Landebahn zu ermöglichen. Zur Orientierung während des Fluges dienten seitliche Schlitzfenster und ein Periskop. Die vorgesehenen Raketen und die Einrichtungen zu deren Steuerung mittels Astronavigation befanden sich jedoch noch in der Entwicklung. Nach zahlreichen Bodentests erfolgte der 40-minütige Erstflug am 22. August 1972. Der Erprobungspilot Wladimir Sergejewitsch Iljuschin war bei seinem Erstflug von den Eigenschaften der Maschine begeistert.
Von der T-4 wurde nur ein flugfähiger Prototyp (Nr. 101) fertiggestellt. Dieser absolvierte zwölf Flüge mit insgesamt fast elf Flugstunden, er erreichte dabei eine Geschwindigkeit von Mach 1,28 in 12.100 m Höhe. Im März 1974 wurde die Erprobung als Kampfflugzeug eingestellt. Es wird vermutet, dass mit diesem Flugzeug später auch eine maximale Geschwindigkeit von Mach 1,89 erreicht worden wäre. Ein weiterer unvollendeter Prototyp und die Bruchzelle wurden mit dem Projektende im Jahr 1974 verschrottet.
Die Kosten des Projektes überschritten während der Projektphase alle Grenzen, so dass die Maschine den Spitznamen „100 Tonnen Gold“ erhielt. Zudem hatten die Fortschritte in der Interkontinentalraketentechnik den Einsatz strategischer atomwaffentragender Bomber weitgehend obsolet gemacht. 1982 kam der flugfähige Prototyp in das Zentrale Museum der Luftstreitkräfte der Russischen Föderation in Monino.
Der Entwurf der T-4 ähnelt hinsichtlich Formgebung und projektierter Leistungsdaten der US-amerikanischen XB-70 Valkyrie, welche ab 1965 Mach 3 geflogen war, war aber nur etwa halb so groß. Der Entwurf fand im Wettbewerb um den Auftrag für einen neuen Überschallbomber mit Schwenkflügeln (Projekt 200) nochmals Verwendung. Das OKB Suchoi verlor diesen Auftrag jedoch gegen das OKB Tupolew, das dann die Tu-160 entwickelte.

## Technische Daten

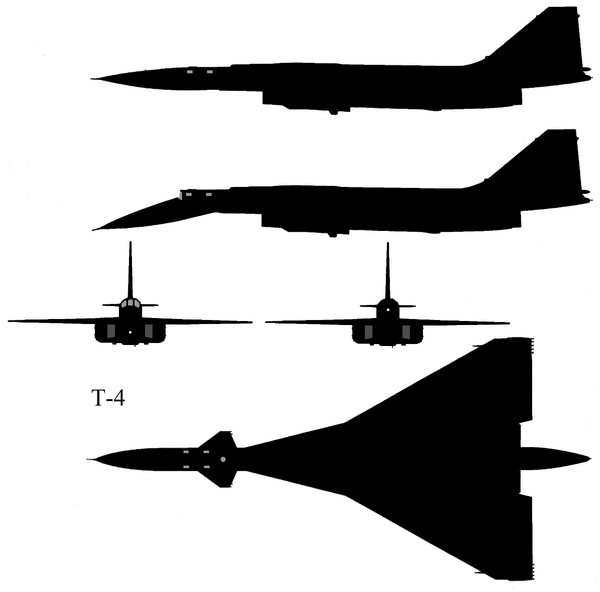
Dreiseitenriss der T-4

| Kenngröße             | Daten                                 |
| --------------------- | ------------------------------------- |
| Besatzung             | Pilot und Waffensystemoffizier        |
| Länge                 | 44,5 m                                |
| Spannweite            | 22,0 m                                |
| Höhe                  | 11,2 m                                |
| Flügelfläche          | 295,7 m²                              |
| Flügelstreckung       | 1,6                                   |
| Leermasse             | 55.600 kg                             |
| max. Startmasse       | 125.000 kg                            |
| Höchstgeschwindigkeit | 3200 km/h (projektiert)               |
| Gipfelhöhe            | 25.000 m (projektiert)                |
| Reichweite            | 6000 km (projektiert)                 |
| max. Startstrecke     | 1000 m                                |
| max. Landestrecke     | 950 m                                 |
| Triebwerke            | 4 × Kolessow RD-36-41 mit je 159,3 kN |